# Abydosaurus
Abydosaurus is een geslacht van sauropode dinosauriërs, behorend tot de groep van de Macronaria, dat tijdens het vroege Krijt leefde in het gebied van het huidige Utah.

## Naamgeving
De typesoort Abydosaurus mcintoshi is in 2010 beschreven en benoemd door Daniel Chure e.a., De geslachtsnaam verwijst naar het Egyptische Abydos waar in de nekropolis het hoofd en de nek van de groene god van de herrijzenis Osiris waren begraven. De soortaanduiding eert de paleontoloog Jack Stanton McIntosh, een expert op het gebied van het sauropodenonderzoek.

## Vondst
Het fossiel, holotype DINO 16488, is in 2005 gevonden in lagen van de Cedar Mountain-formatie, stammend uit het Albien, i.c. ongeveer 104,46 miljoen jaar oud. Het bestaat uit een complete schedel met onderkaken en vier halswervels, vlak bij de Carnegie Quarry van het Dinosaur Nationaal Monument (locatie DNM-16) aangetroffen op een helling die uitziet op de Green River. Daarnaast zijn verdere skeletresten gevonden van drie individuen: DINO 17848, DINO 17849 en DINO 39727, de paratypen. Complete schedels zijn tot nu toe maar bij weinig sauropoden aangetroffen: acht van de ruim 120 geslachten.
De beenderhoudende laag bevindt zich zevenentwintig meter boven de basis van de Cedar Mountain-formatie, dat is dicht bij de basis van de Mussentuchit Member. Een "member" is een benoemd en lithologisch onderscheidend deel van een formatie. De fossielen werden aangetroffen in de onderste helft van een drie meter dik pakket kriskras tot laminair gelaagde fluviatiele zandsteen met dunne tussenlagen versteende klei en modder (Engels : "mudstone"). Deze zandsteenlagen worden doorsneden door 0 tot twee meter dikke smectische mudstone. Tezamen markeren deze zandsteen en deze mudstone de basis van een twaalf meter dikke paleovallei die de Ruby Ranch Member van de Cedar Mountain-formatie doorsnijdt. De minimum ouderdom van Abydosaurus is begrensd door de Dakota-formatie uit het Cenomaniaan die op de Cedar Mountain-formatie ligt. Tijdens het Cenomaniaan vond de overgang naar een marine facies plaats tijdens de eerste transgressie van de Western Interior Seaway

## Beschrijving
Abydosaurus is een grote soort waarvan de lengte geschat is op achttien meter.
Bijzonder aan Abydosaurus mcintoshi en ongewoon bij sauropoden is dat men er meerdere schedels met geassocieerde postcraniale beenderen op één vindplaats (DNM 16) van gevonden heeft. Deze schedels, die alle vier nagenoeg dezelfde afmetingen hebben, leverden ons het eerste gedetailleerde beeld van een sauropodenschedel uit het Krijt van beide Amerika's.
De schedel heeft een lengte van een halve meter en is achteraan half zo hoog. De snuit is plat en breed en duidelijk afgegrensd van het achterste deel van het cranium. De oogkassen zijn groot en rond; de neusgaten liggen hoog. Zowel in de bovenkaak als de onderkaak staan zeven tanden, voor een totaal van 28. De tanden in de bovenkaak hebben een D-vormige doorsnede en tonen een draaiing van 45° om hun lengte-as. Bij de tanden van de onderkaak heeft de doorsnede de vorm van een ellips; ze zijn niet gedraaid. Bij het sluiten van de muil ontmoetten de tanden elkaar in een occlusie waarbij de spitsen van de tandkronen elkaar raakten.
Op basis van het postcraniaal skelet kan Abydosaurus van andere Noord-Amerikaanse sauropoden uit het Vroege Krijt onderscheiden worden. De matig langwerpige halswervels waren gepneumatiseerd met kamervormige luchtholten. Hun vergroeiing duidt erop dat het geen heel jong dier betreft. In het benoemende artikel zagen de beschrijvers voorlopig af van een gedetailleerde behandeling van de overige skeletdelen, maar merkten wel op dat schoudergordel en voorpoten robuust gevormd waren.

## Fylogenie
Abydosaurus is door de beschrijvers, na een exacte kladistische analyse, binnen de Titanosauriformes toegewezen aan de Brachiosauridae, als het zustertaxon van Brachiosaurus — waartoe hier zowel B. althithorax en B. brancai gerekend worden. Het taxon Brachiosaurus is ongeveer 45 miljoen jaar ouder en heeft aanzienlijk bredere tanden.
In 2016 had een analyse echter tot uitkomst dat het een lid zou zijn van de Titanosauria.

## Levenswijze
Mocht Abydosaurus toch geen titanosauriër zijn dan maakt dat de tandvorm opmerkelijk. De breedte van de tanden bij Abydosaurus is intermediair. Ze zijn smaller dan bij basale Sauropodomorpha en basale sauropoden, maar niet zo smal als bij diplodocoïden of titanosauriërs. Abydosaurus maakt dan deel uit van een groep uit het Vroege Krijt waarvan de tanden smaller zijn dan bij hun voorgangers en geeft een wijziging aan in de tandbreedte die onafhankelijk schijnt te zijn van de tendens om de tanden bij titanosauriërs uit het Krijt en bij diplodociden uit het Late Jura te versmallen. Deze wijziging bracht geen belangrijke veranderingen met zich qua absolute en relatieve biodiversiteit onder sauropoden en qua aantal individuen. Deze factoren bleven relatief stabiel door het Krijt heen, buiten een kleine terugval in het midden van het Krijt die samenvalt met een vermindering van het aantal sedimenten die fossielen van dinosauriërs bevatten. De evolutionaire trend binnen de sauropoden waarin de tandbreedte steeds minder werd doet de beschrijvers van Abydosaurus veronderstellen dat hierdoor het tempo van de tandvervanging toenam. Zij verklaren dit als een mogelijke aanpassing aan het eten van planten die laag boven de grond groeiden, die de tanden sneller zouden doen verslijten door hun hoger gehalte aan siliciumdioxide. Hoewel vele auteurs een verband tussen de oorsprong en verspreiding van de bedektzadige planten en veranderingen in de faunae van herbivore dinosauriërs gesuggereerd hebben, besloten meer recente studies dat er geen aanwijsbaar evolutionair verband bestaat tussen de voornaamste gebeurtenissen in de evolutie van dinosauriërs en planten.